# Festival Internacional Cervantino

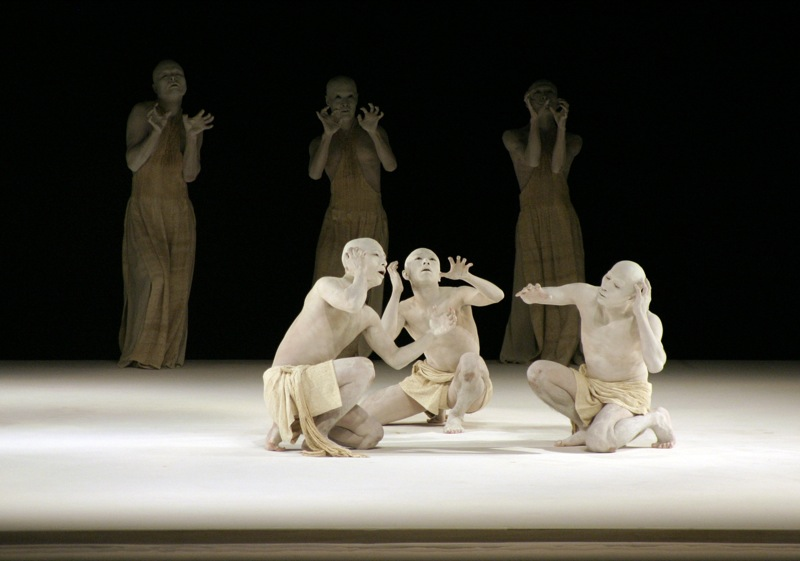
Sankai Juku durant el festival de 2006

El Festival Internacional Cervantino (popularment conegut com El Cervantino) té lloc cada tardor a la ciutat de Guanajuato, situada al centre de Mèxic. Guanajuato és una petita ciutat de l'època colonial amb una gran vida cultural. Els orígens del festival són de mitjans del segle XX quan els jocs curts de Miguel de Cervantes anomenen "entremesos" es van dur a terme a les places de la ciutat. El 1972, això es va ampliar amb suport federal per incloure més esdeveniments per afegir un sabor més internacional. Des de llavors, el FIC ha crescut fins a convertir-se en un destacat esdeveniment artístic i cultural de Mèxic i Amèrica Llatina, i un dels quatre grans esdeveniments del seu tipus al món. És membre de l'Associació Europea de Festivals i de l'Associació Asiàtica de Festivals de Teatre. A més del suport del govern, també hi ha patrocinadors privats, com Telmex, Televisa i Microsoft.